# جاكي وارنر
جاكي وارنر (بالإنجليزية: Jackie Warner)‏ هو لاعب كرة قاعدة أمريكي، ولد في 1 أغسطس 1943 في مونروفيا في الولايات المتحدة.

## وصلات خارجية
- جاكي وارنر على موقعبيزبول رفرنس.كوم (الدوري الرئيسي) (الإنجليزية)
- جاكي وارنر على موقعبيزبول رفرنس.كوم (الدوري الثانوي) (الإنجليزية)